# Jamie Roche
Jamie Roche, né le 5 avril 2001 à Uppsala en Suède, est un footballeur suédois qui évolue au poste de milieu défensif au FC Lausanne-Sport.

## Biographie

### En club
Né à Uppsala en Suède, Jamie Roche commence le football au Bälinge IF (en) avant de rejoindre l'IK Sirius. Il fait un essai à Ipswich Town à l'âge de 12 ans et un autre à Norwich City en 2018. Il joue son premier match en professionnel le 29 février 2020, lors d'une rencontre de coupe de Suède face au Västerås SK. Il entre en jeu et son équipe s'incline (0-3). Le 22 avril 2020, Jamie Roche signe son premier contrat professionnel, le liant avec son club formateur jusqu'en décembre 2022,. Le 15 juillet de la même année, Roche fait sa première apparition dans le championnat suédois en entrant en jeu face à l'AIK Solna. Il entre en jeu à la place de Daniel Jarl (en) et son équipe s'incline par un but à zéro.
En février 2021, Roche prolonge son contrat jusqu'en 2024 avec l'IK Sirius.
Le 19 août 2021, Roche inscrit son premier but en professionnel lors d'une rencontre de coupe de Suède contre le Täby FK (en). Il est titularisé lors de ce match remporté par son équipe (2-3 score final).
Le 25 juillet 2023, Jamie Roche rejoint la Suisse afin de s'engager en faveur du FC Lausanne-Sport. Il signe un contrat de quatre ans, soit jusqu'en juin 2027.
Roche inscrit son premier but pour Lausanne le 18 août 2024, à l'occasion d'une rencontre de coupe de Suisse face au FC Champel. Il est titularisé et participe à la lare victoire de son équipe par sept buts à zéro,. Il marque son premier but dans le championnat suisse le 2 avril 2025, contre le FC Zurich. Titulaire ce jour-là, il ouvre le score au bout de cinq minutes de jeu sur un ballon contré, mais les deux équipes se neutralisent (2-2 score final),.

### En sélection
Jamie Roche représente l'équipe de Suède des moins de 20 ans en 2021, jouant deux matchs amicaux.